# Vlkoš (okres Přerov)
Vlkoš je obec ležící v okrese Přerov. Žije zde 678 obyvatel. Jeho katastrální území má rozlohu 895 ha.

## Části obce
- Vlkoš
- Kanovsko

## Název
Jméno vesnice bylo odvozeno od osobního jména Vlkoš (což byla domácká podoba jména Vlk) nebo je s ním přímo totožné a označovalo jeho vlastnictví. Vzhledem k nejstaršímu dokladu (zapsáno zkomoleně Wlohus) není vyloučeno, že základové osobní jméno znělo Vlkuš a později dostalo obvyklejší příponu.

## Historie
První písemná zmínka o obci pochází z roku 1294.

## Pamětihodnosti
- vodní mlýn
- kostel svatého Prokopa postavený v letech 1724–1737.

## Galerie

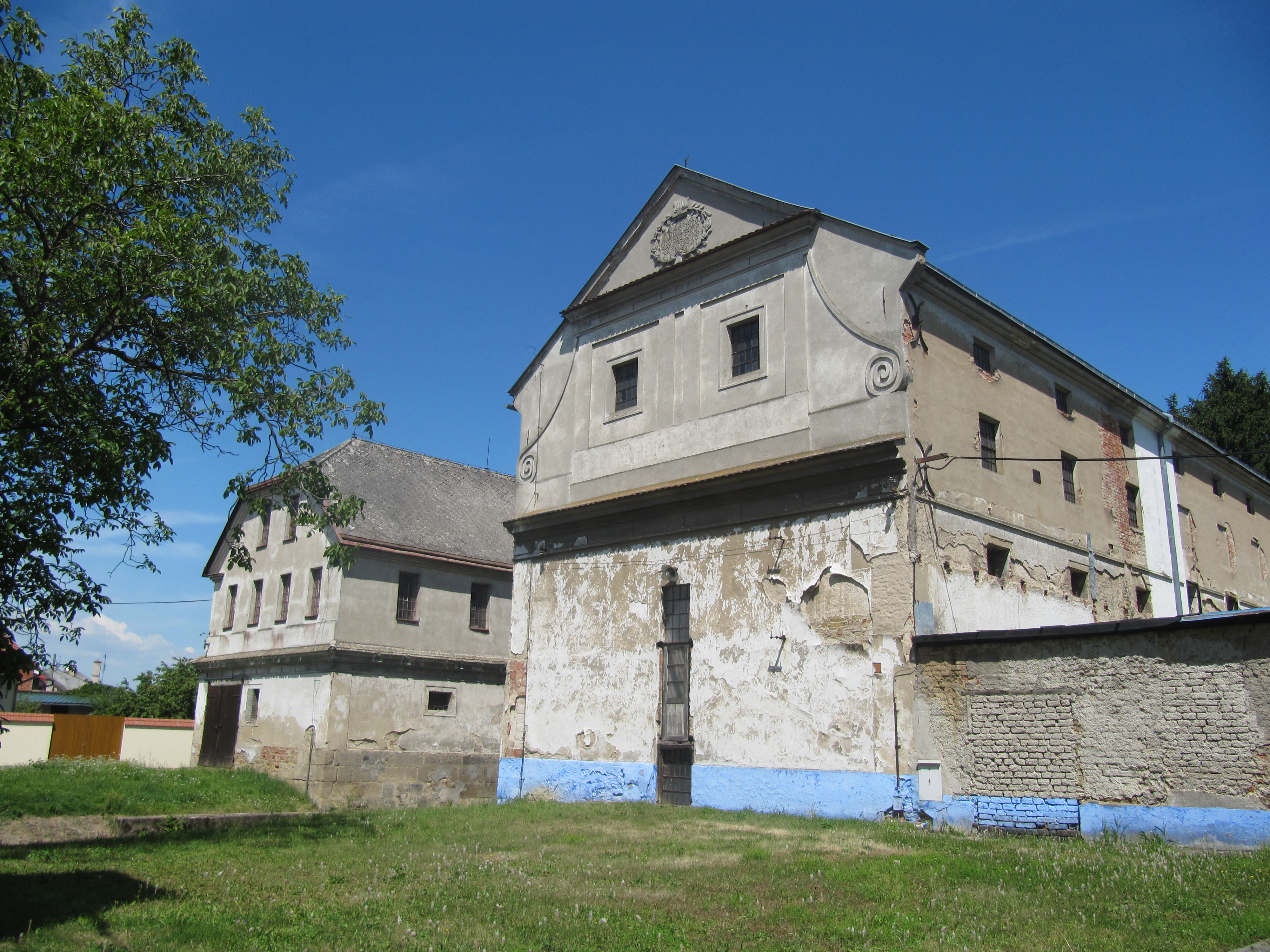
Památkově chráněný mlýn
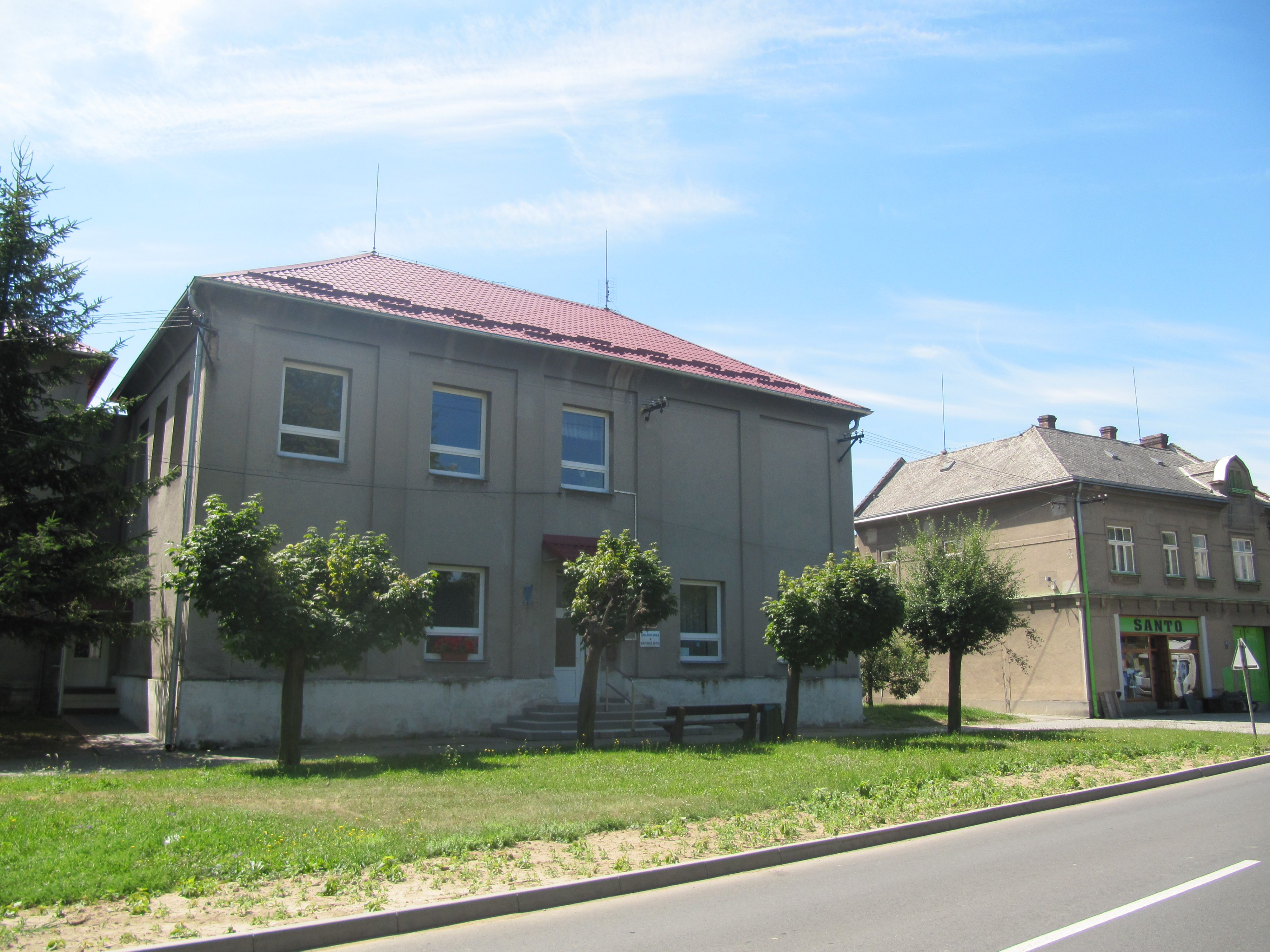
Škola
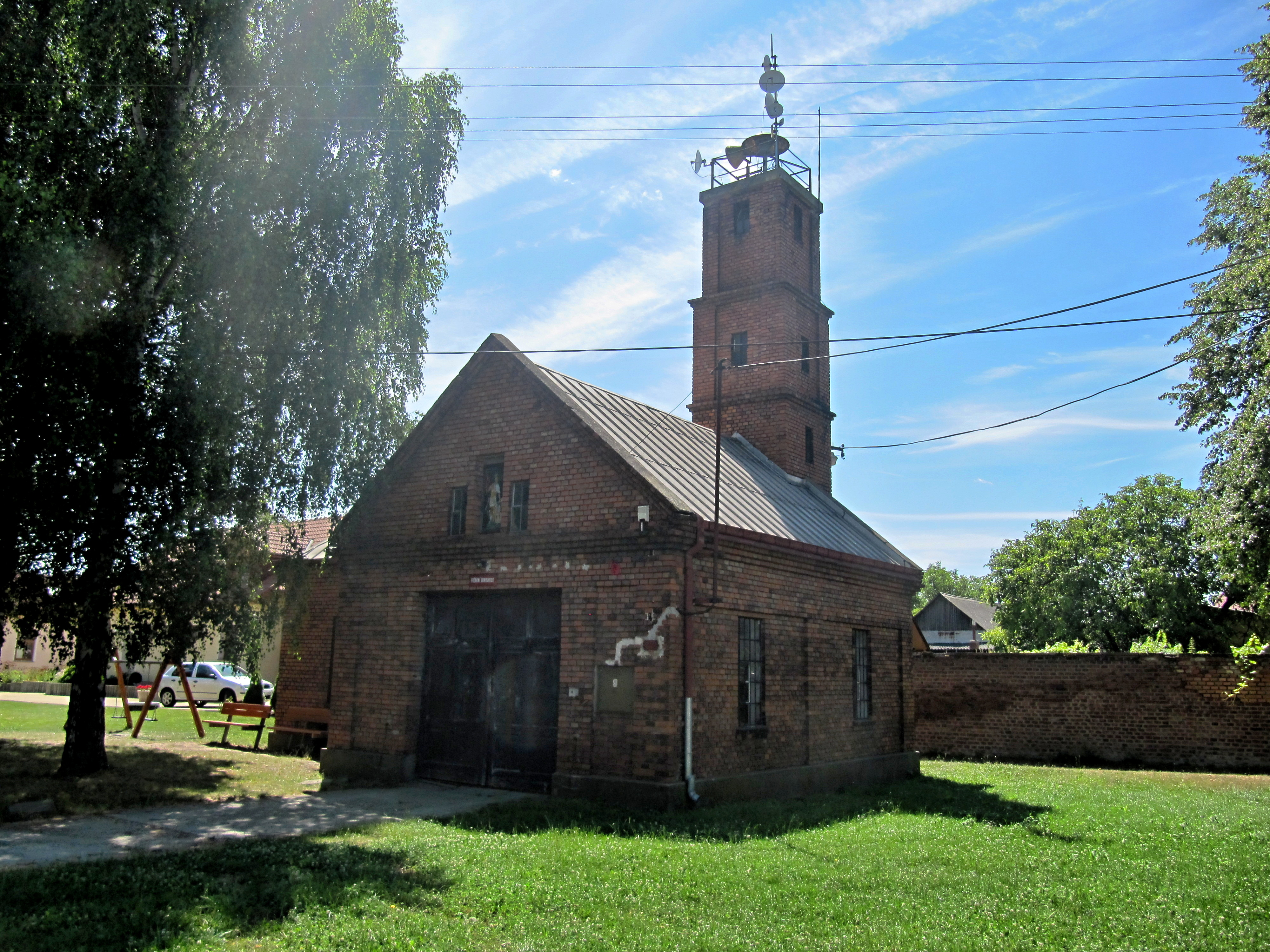
Hasičská zbrojnice
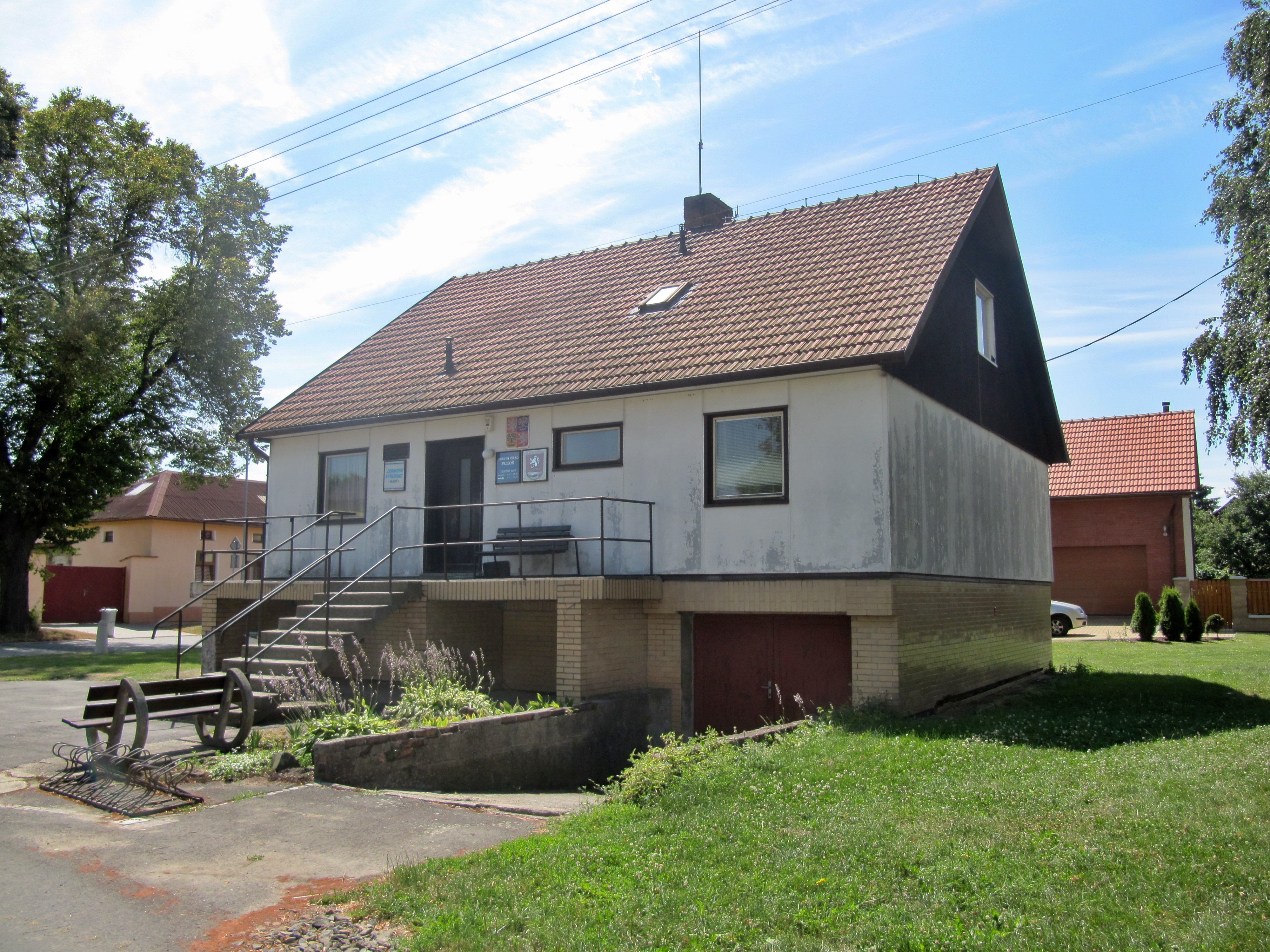
Obecní úřad